# Швейцарія на зимових Олімпійських іграх 2018
Швейцарія на зимових Олімпійських іграх 2018, що проходили з 9 по 25 лютого в Пхьончхані (Південна Корея), була представлена 168 спортсменами в 14 видах спорту.

## Медалісти
| Медалі | Спортсмени                                                            | Вид спорту          | Дисципліна                                | Дата      |
| ------ | --------------------------------------------------------------------- | ------------------- | ----------------------------------------- | --------- |
| Золото | Даріо Колонья                                                         | Лижні перегони      | 15 км вільним стилем (чоловіки)           | 16 лютого |
| Золото | Сара Геффлін                                                          | Фристайл            | слоупстайл (жінки)                        | 17 лютого |
| Золото | Мішель Гізін                                                          | Гірськолижний спорт | комбінація (жінки)                        | 22 лютого |
| Золото | Лука Ерні Деніз Фаєрабенд Венді Гольденер Даніель Юл Рамон Ценгойзерн | Гірськолижний спорт | змішані команди                           | 24 лютого |
| Золото | Невін Галмаріні                                                       | Сноубординг         | паралельний гігантський слалом (чоловіки) | 24 лютого |
| Срібло | Женні Перре Мартін Ріос                                               | Керлінг             | змішані пари                              | 13 лютого |
| Срібло | Беат Фойц                                                             | Гірськолижний спорт | супергігант (чоловіки)                    | 16 лютого |
| Срібло | Венді Гольденер                                                       | Гірськолижний спорт | слалом (жінки)                            | 16 лютого |
| Срібло | Матільд Гремо                                                         | Фристайл            | слоупстайл (жінки)                        | 17 лютого |
| Срібло | Марк Бішофбергер                                                      | Фристайл            | скікрос (чоловіки)                        | 21 лютого |
| Срібло | Рамон Ценгойзерн                                                      | Гірськолижний спорт | слалом (чоловіки)                         | 22 лютого |
| Бронза | Беат Фойц                                                             | Гірськолижний спорт | швидкісний спуск (чоловіки)               | 15 лютого |
| Бронза | Венді Гольденер                                                       | Гірськолижний спорт | комбінація (жінки)                        | 22 лютого |
| Бронза | Бенуа Шварц Клаудіо Петц Петер де Круз Валентін Таннер Домінік Меркі  | Керлінг             | чоловічий турнір                          | 22 лютого |
| Бронза | Фанні Сміт                                                            | Фристайл            | скікрос (жінки)                           | 23 лютого |

## Спортсмени
| Вид спорту      | Чоловіки | Жінки | Всього |
| --------------- | -------- | ----- | ------ |
| Санний спорт    | 0        | 2     | 2      |
| Фігурне катання | 0        | 1     | 1      |
| Біатлон         | 5        | 5     | 10     |
| Керлінг         | 6        | 6     | 12     |
| Хокей           | 25       | 23    | 48     |
| Усього          | 36       | 37    | 73     |